# Gunilla Gräfin von Bismarck
Gunilla Gräfin von Bismarck-Schönhausen (* 23. November 1949 in Friedrichsruh) aus der Familie Bismarck, ist die Tochter von Otto Christian Archibald Fürst von Bismarck und dessen Frau Ann-Mari Tengbom, der Tochter des schwedischen Hofarchitekten Ivar Tengbom und Schwester des Architekten Anders Tengbom. Gunilla Gräfin von Bismarck ist Urenkelin des Fürsten Otto von Bismarck und Enkeltochter von dessen Sohn Herbert von Bismarck. Aus ihrer Ehe (1978–1989) mit Luis Ortiz y Moreno ging Sohn Francisco José hervor (* 1. Mai 1980).
Bismarck wurde als „die ungekrönte Königin von Marbella“ und „der strahlende Mittelpunkt des internationalen Jetsets“ beschrieben. Neben diesen von der Regenbogenpresse vielbeachteten Aktivitäten setzt sie sich auch für die Wohlfahrt ein, indem sie in Deutschland und Spanien Geld für kranke Kinder sammelt. Zumeist handelt es sich um medienwirksam inszenierte Feste des Hochadels.